# The Floating Piers
The Floating Piers ('De drijvende pieren') was een tijdelijke installatie in Italië van Christo en Jeanne-Claude in de openbare ruimte. Het bestond van 18 juni tot 3 juli 2016, gedurende precies 16 dagen. The Floating Piers was het eerste grote project dat Christo zonder zijn vrouw voltooide.

## Beschrijving

Floating Piers 2016 - Animated gif van de installatie

Christo installeerde beloopbare drijvende pieren bedekt met dahliagele stof op het Iseomeer. Ze leidden van Sulzano naar het eiland Monte Isola en cirkelden rond het eiland Isola di San Paolo. De 16 meter brede pieren hadden geen leuning en waren ontworpen om lichtelijk af te hellen naar het water. Hierdoor en door hun licht zwaaiende beweging wekten ze de indruk bij mensen dat deze direct op het water liepen. De gele stof werd met kleine plooien op de drijflichamen gelegd. Het materiaal van de stof was zo ontworpen dat de kleur enigszins veranderde afhankelijk van de lichtinval en de kijkrichting. Daarnaast werd het aan de rand regelmatig natgemaakt door de golven van passerende boten, waardoor het randgebied donkerder leek. Christo beschreef het gevoel van lopen op de drijvende pieren als volgt: "Those who experienced The Floating Piers felt like they were walking on water – or perhaps the back of a whale. The light and water transformed the bright yellow fabric to shades of red and gold. " (Nederlands: "Degenen die de drijvende pieren ervoeren, hadden het gevoel op water te lopen - of misschien op de rug van een walvis. Het licht en het water veranderden het briljante geel van de stof in tinten tussen rood en goud.").
Een pier verbond de stad Sulzano met het dorp Peschiera Maraglio op het eiland Monte Isola. Twee pieren liepen van Monte Isola naar een villa op het eiland San Paolo, die al decennia in het bezit is van de familie van eigenaren van wapenfabrikant Beretta. De totale lengte van de pieren was drie kilometer. Bovendien waren nog eens 2,5 kilometer paden in Sulzano en Peschiera Maraglio bedekt met het gele weefsel.
Als tijdelijk locatie-specifiek kunstwerk werden de drijvende pieren een reisbestemming voor internationaal toerisme. De stad Sulzano, die ongeveer 1.900 inwoners heeft, moest vanwege de toestroom van bezoekers worden afgesloten voor wegverkeer en was alleen te voet bereikbaar voor bezoekers. Om de bezoekersstroom te regelen, werden de bezoekers via wandelpaden naar Sulzano geleid. De pieren waren drempelvrij en ook toegankelijk voor rolstoelen, kinderwagens en rollators.
Incidentele stormen en het enorme aantal bezoekers in de weekenden zorgden soms voor chaotische omstandigheden. De installatie werd daarom al snel tussen middernacht en 6 uur 's ochtends gesloten voor reiniging en reparatie. Het project eindigde op 3 juli 2016 en het aantal bezoekers werd geschat op 1,3 miljoen mensen over de hele duur.

## Productie

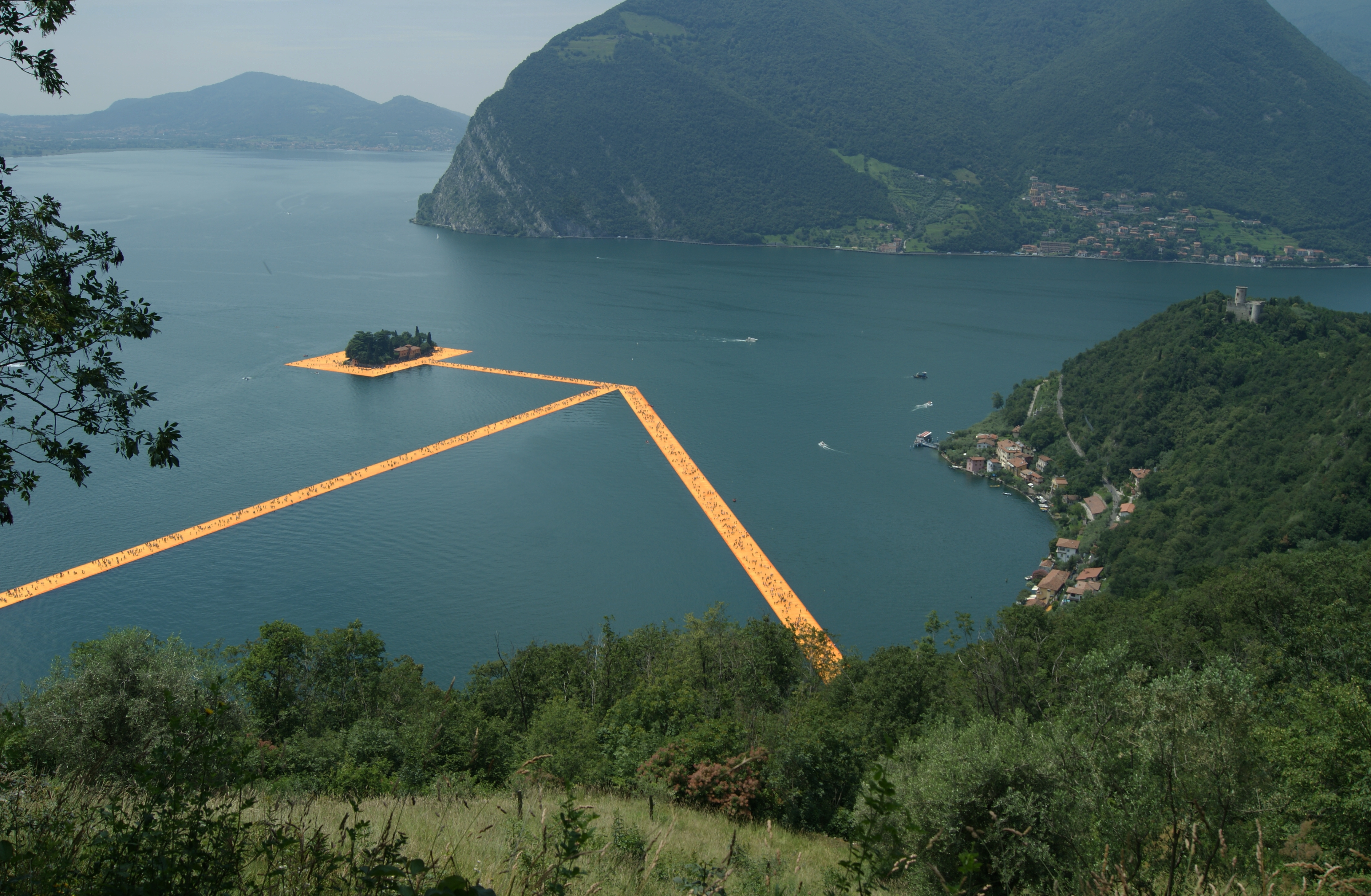
Eiland San Paolo met de pieren

De pieren werden geproduceerd door vier Italiaanse bedrijven en waren gemaakt van kubusvormige drijvers van polyethyleen. Dit zorgde enerzijds voor beweeglijkheid en anderzijds voor sterkte en veiligheid. De drijflichamen waren aan de rand zo gevormd dat hun platte zijde ongeveer gelijk lag met de waterlijn. De drijflichamen werden gebruikt om 16 meter brede vlotten samen te stellen, die vervolgens op het meer met elkaar werden verbonden om doorlopende pieren te vormen. De pieren werden aan de bodem van het meer vastgemaakt (tot maximaal 92 meter diep) met 220 ankers met een gewicht van elk ongeveer 6 ton. De Bulgaarse firma Deep Dive Systems was verantwoordelijk voor de constructie.
Op de loopbruggen en paden werd 75.000 m² oranjerood kunststof textielweefsel gelegd. Het polyamidegaren voor de stof werd gesponnen door PHP Fibres uit Wuppertal, een dochteronderneming van de Indorama Ventures. Het garen werd geverfd door het ook in Wuppertal gevestigde bedrijf Gebr. Wylach. De stof werd geweven door Setex-Textil GmbH in Greven, die ook al de stof produceerde voor Christo's installatie Wrapped Reichstag in 1995. De stof werd geconfectioneerd door geo - Die Luftwerker uit Lübeck. Dit bedrijf was ook betrokken bij de 3D-meting en de constructie.
Na afloop zijn alle onderdelen verwijderd en gerecycled.

## Financiering

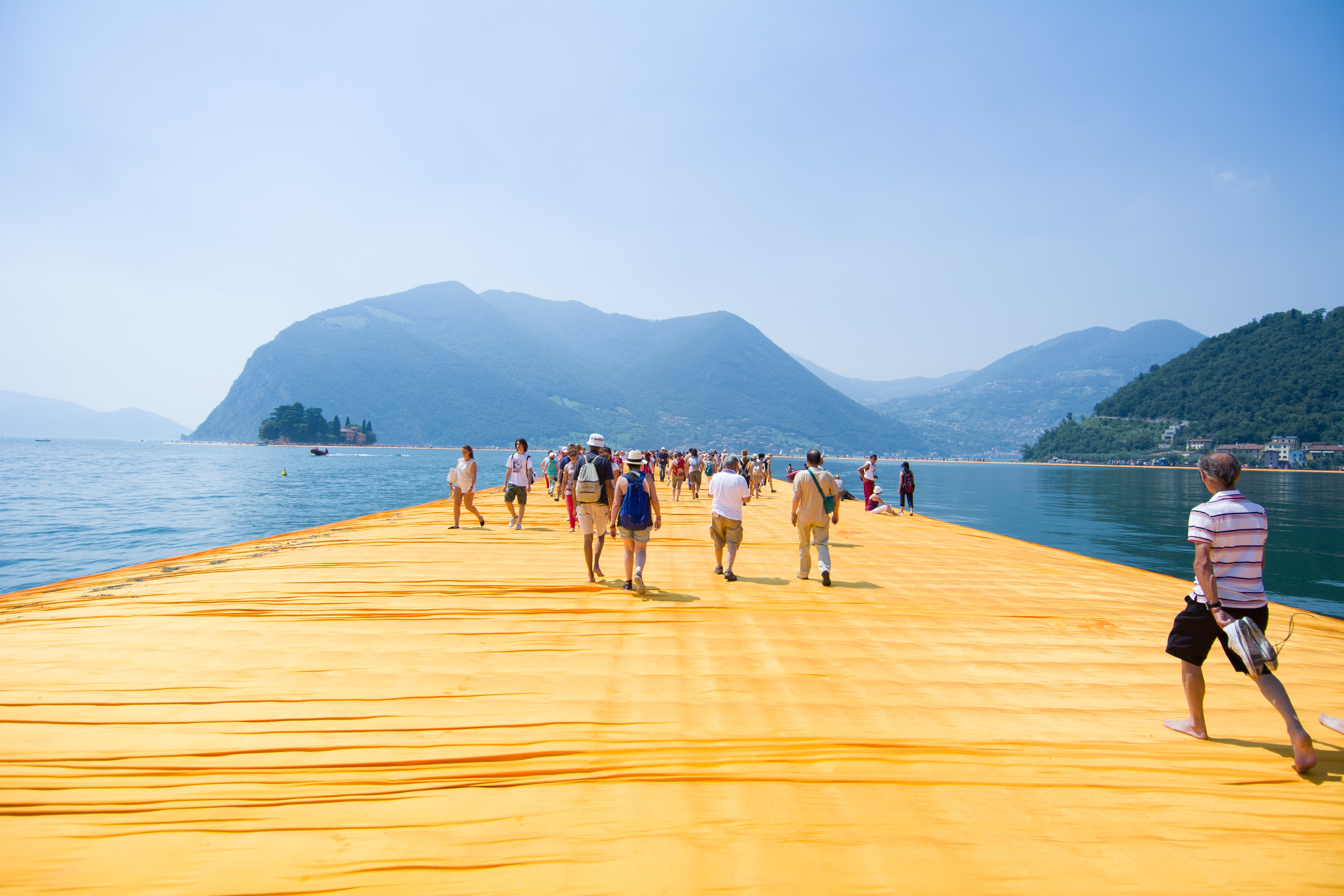
Bezoekers op weg naar het eiland San Paolo

Het project werd gefinancierd door het kunstenaarspaar zelf, voornamelijk door de verkoop van schetsen van het kunstwerk en ook door andere van zijn kunst. De kosten waren geraamd op $ 11 miljoen, maar de uiteindelijke kosten kwamen uit op $ 15-17 miljoen. Financiering door de familie Beretta werd altijd geweigerd, maar Umberta Gnutti Beretta en haar man Franco hielpen volgens hun eigen verklaringen bij het leggen van contacten in de lokale politiek. Toch kreeg Christo kritiek op deze samenwerking met de eigenaren van de wapenfabrikant.

## Geschiedenis
Het kunstwerk was al 40 jaar eerder gepland door het kunstenaarspaar (1970). De initiële locatie was de Río de la Plata. Ook werd de Baai van Tokio overwogen. Eerst werden toen andere projecten uitgevoerd, en pas in 2013 besloot Christo voor het Iseomeer als locatie te gaan. Hij trok voor het project 22 maanden uit.
Jeanne-Claude stierf in 2009. Daarom moest het werk zonder haar worden uitgevoerd.